# Воскёйлен, Маргрита
Маргри́та Во́скёйлен (нидерл. Margrietha Voskuilen; род. 5 сентября 1960, Хёйзен, Северная Голландия) — нидерландская кёрлингистка.
В составе женской сборной Нидерландов участник чемпионата мира 2006 (заняли двенадцатое место) и одиннадцати чемпионатов Европы (лучший результат — седьмое место в 2005). В составе смешанной сборной Нидерландов участник трёх чемпионатов Европы (лучший результат — девятнадцатое место в 2009).
В «классическом» кёрлинге (команда из четырёх человек одного пола) в основном играла на позиции третьего.

## Команды
| Сезон                                          | Четвёртый              | Третий                | Второй                | Первый               | Запасной             | Тренер                                           | Турниры                              |
| ---------------------------------------------- | ---------------------- | --------------------- | --------------------- | -------------------- | -------------------- | ------------------------------------------------ | ------------------------------------ |
| 1995—96                                        | Mirjam Boymans-Gast    | Jacobyn Korthals Alks | Makira Mual           | Маргрита Воскёйлен   | Marie José Tiemstra  | Martin Brooks                                    | ЧЕ 1995 (16 место)                   |
| 1997—98                                        | Beatrice Miltenburg    | Marijke Paulissen     | Sylvia Van Der Pluijm | Anneke Waijers       | Маргрита Воскёйлен   | Rob Joosen                                       | ЧЕ 1997 (12 место)                   |
| 1999—00                                        | Marie José Tiemstra    | Маргрита Воскёйлен    | Sylvia Van Der Pluijm | Petra Biesterveld    | Annemarie Vaessen    | Martin Brooks                                    | ЧЕ 1999 (13 место)                   |
| 2001—02                                        | Маргрита Воскёйлен     | Marie José Tiemstra   | Sylvia Van Der Pluijm | Petra Biesterveld    | Эллен ван дер Каммен | Robert van der Cammen                            | ЧЕ 2001 (13 место)                   |
| 2002—03                                        | Маргрита Воскёйлен     | Marie José Tiemstra   | Эллен ван дер Каммен  | Petra Biesterveld    | Annemiek Doornbos    | Ben Wiegers                                      | ЧЕ 2002 (16 место)                   |
| 2004—05                                        | Шари Лейббрандт-Деммон | Эллен ван дер Каммен  | Маргрита Воскёйлен    | Laura Uittenbogaard  | Эрика Дорнбос        | Ben Wiegers                                      | ЧЕ 2004 (12 место)                   |
| 2005—06                                        | Шари Лейббрандт-Деммон | Эллен ван дер Каммен  | Маргрита Воскёйлен    | Эрика Дорнбос        | Идске де Йонг        | Ben Wiegers (ЧЕ, ЧМ), Robert van der Cammen (ЧЕ) | ЧЕ 2005 (7 место) ЧМ 2006 (12 место) |
| 2006—07                                        | Шари Лейббрандт-Деммон | Маргрита Воскёйлен    | Идске де Йонг         | Marlijn Muller       | Esther Romijn        | Kay Montgomery                                   | ЧЕ 2006 (10 место)                   |
| 2007—08                                        | Шари Лейббрандт-Деммон | Маргрита Воскёйлен    | Esther Romijn         | Идске де Йонг        |                      | Cindy Bishop                                     | ЧЕ 2007 (12 место)                   |
| 2008—09                                        | Шари Лейббрандт-Деммон | Маргрита Воскёйлен    | Esther Romijn         | Идске де Йонг        | Marianne Neeleman    | Kay Montgomery                                   | ЧЕ 2008 (9 место)                    |
| 2009—10                                        | Шари Лейббрандт-Деммон | Esther Romijn         | Marianne Neeleman     | Linde de Wit         | Маргрита Воскёйлен   | Kay Montgomery                                   | ЧЕ 2009 (12 место)                   |
| Кёрлинг среди смешанных команд (mixed curling) |                        |                       |                       |                      |                      |                                                  |                                      |
| 2008—09                                        | Маргрита Воскёйлен     | Jaap Veerman          | Esther Romijn         | Erik Dijkstra        |                      |                                                  | ЧЕСК 2008 (21 место)                 |
| 2009—10                                        | Laurens van der Windt  | Christel Krösing      | Luutze Koelewijn      | Rose-Marie Berghuijs | Маргрита Воскёйлен   |                                                  | ЧЕСК 2009 (19 место)                 |
| 2014—15                                        | Маргрита Воскёйлен     | Danny van den Berg    | Lisette Brilman       | Willem van der Steeg |                      |                                                  | ЧЕСК 2014 (25 место)                 |

(скипы выделены полужирным шрифтом)